# Ismaila monstrosa
Ismaila monstrosa is een eenoogkreeftjessoort uit de familie van de Splanchnotrophidae. De wetenschappelijke naam van de soort is voor het eerst geldig gepubliceerd in 1867 door Bergh.